# Шестаков, Георгий Иванович
Георгий Иванович Шестаков (1804—1882) — российский генерал-майор, военный инженер, участник Крымской войны.

## Биография
Родился в 1804 году. В военную службу вступил в начале 1820-х годов, 16 мая 1824 года произведён в первый офицерский чин, служил в инженерных войсках. В 1828—1829 годах, будучи поручиком 2-го пионерного батальона, принимал участие в русско-турецкой войне. По окончании войны служил в 4-м сапёрном батальоне.
Далее числился во 2-м резервном сапёрном батальоне, 10 июля 1846 года произведён в подполковники и далее был назначен командиром 2-го сапёрного батальона, 11 апреля 1854 года получил чин полковника. Во главе 2-го сапёрного батальона Шестаков принял участие в Крымской войне. 4 августа 1855 года отличился в сражении на Чёрной речке. В осаждённом Севастополе строил плотовой мост на Северную сторону, при оставлении города и переходе севастопольского гарнизона на Северную сторону заведовал мостом и его разводкой. За отличие в делах во время всей кампании награждён золотой полусаблей с надписью «За храбрость».
15 ноября 1863 года произведён в генерал-майоры с увольнением в отставку. Скончался 5 декабря 1882 года.

## Награды
Среди прочих наград Шестаков имел ордена:
- Орден Святой Анны 4-й степени (1828 год)
- Орден Святой Анны 3-й степени с бантом (1828 год)
- Орден Святого Владимира 4-й степени (1844 год)
- Орден Святого Станислава 2-й степени (1845 год)
- Орден Святого Георгия IV класса (26 ноября 1847 года, за беспорочную выслугу 25 лет в офицерских чинах, № 7801 по кавалерскому списку Григоровича — Степанова)
- Орден Святой Анны 2-й степени (1849 год, императорская корона к этому ордену пожалована в 1852 году)
- Золотая полусабля с надписью «За храбрость» (29 ноября 1855 года)